# Riksidrottsgymnasium
Riksidrottsgymnasium betecknar ett idrottsgymnasium i Sverige med riksintag där eleverna är på en nationellt hög idrottslig nivå och med personliga mål att bli elitidrottare.

## Riksidrottsgymnasier
- Alpin skidsport - Malung, Järpen, Gällivare
- Amerikansk fotboll - Celsiusskolan (Uppsala), Widénska gymnasiet (Västerås)
- Badminton – Malmö Idrottsgymnasium (Malmö), Västermalmsskolan (Sundsvall)
- Bandy – Brinellgymnasiet (Nässjö), Bessemerskolan (Sandviken), Widénska gymnasiet (Västerås)
- Baseboll - Leksands gymnasium (Leksand)
- Basketboll – Marks gymnasieskola (Skene), Hagagymnasiet i Norrköping (Norrköping)
- Bilsport – Mjölby gymnasium (Mjölby)
- Bordtennis – Ullvigymnasiet (Köping)
- Bowling – Brinellgymnasiet (Nässjö)
- Brottning – Vasagymnasiet (Arboga)
- Bågskytte – Nordenbergsskolan (Olofström)
- Curling – Härnösands gymnasium (Härnösand)
- Cykel – Katedralskolan (Skara)
- Fotboll - Widénska gymnasiet (Västerås)
- Fotboll/futsal inom dövidrott - Örebro
- Friidrott – Torsbergsgymnasiet (Bollnäs), Lugnetgymnasiet (Falun), Sundstagymnasiet (Karlstad), Gångsätra (Lidingö), Malmö Idrottsgymnasium (Malmö), Rudbecksskolan (Sollentuna), Dragonskolan (Umeå), Widénska gymnasiet (Västerås), Katedralskolan, (Växjö)
- Fäktning – Ehrensvärdska gymnasiet (Karlskrona)
- Golf – Celsiusskolan (Uppsala), Filbornaskolan (Helsingborg)
- Gymnastik - Widénska gymnasiet (Västerås)
- Handboll – Katrinelundsgymnasiet (Göteborg), Vasagymnasiet (Arboga), Widénska gymnasiet (Västerås)
- Handikappidrott – friidrott – Höghammargymnasiet (Bollnäs)
- Innebandy – Dragonskolan (Umeå), Widénska gymnasiet (Västerås)
- Ishockey – Widénska gymnasiet (Västerås), Nolaskolan (Örnsköldsvik), Vasagymnasiet (Arboga)
- Judo – Lindeskolan (Lindesberg)
- Kanot (racing, slalom) – Tessinskolan (Nyköping)
- Karate (kata, kumite) - Fredrika bremersgymnasiet (Haninge)
- Motorsport (motocross) – Fågelviksgymnasiet (Tibro),  Aleholmsskolan (Sävsjö)
- Orientering – Eksjö gymnasium (Eksjö), Alléskolan (Hallsberg), Bessemerskolan (Sandviken)
- Ridsport – Strömsholm (Ridskolan Strömsholm)
- Rodd – Strömstad gymnasium (Strömstad)
- Segling – Lerums gymnasium (Lerum), Platenskolan (Motala)
- Skidskytte – Gudlav Bilderskolan (Sollefteå), Stjerneskolan (Torsby)
- Skidsport – Välkommaskolan (Gällivare), Malung-Sälens gymnasieskola (Malung), Mora gymnasium (Mora), Gudlav Bilderskolan (Sollefteå), Stjerneskolan (Torsby), Racklöfska skolan (Åre), Nolaskolan (Örnsköldsvik), Tingsholmsgymnasiet (Ulricehamn) [1]
- Skridsko – Katrinelundsgymnasiet (Göteborg)
- Sportskytte – Aleholmsskolan (Sävsjö), Hjalmar Strömerskolan (Strömsund)
- Squash – Malmö Latinskola (Malmö)
- Tennis – De la Gardiegymnasiet (Lidköping), Akademi Båstad gymnasium (Båstad)
- Triathlon – Platenskolan (Motala)
- Volleyboll – Ållebergsgymnasiet (Falköping)

## Tidigare riksidrottsgymnasier
- Vattenskidor – Fagersta (Norra Västmanlands Utbildningsförbund), Brinellskolan, nedlagt 2020[2]